# Sony Xperia M2
Sony Xperia M2 — це Android-смартфон середнього класу, виробництва Sony, який був представлений 24 лютого 2014 року на Mobile World Congress у Барселоні, Іспанія. Він може похвалитися новим додатком Sony Lifelog, випущеним разом із Sony Xperia Z2 та Sony Xperia Z2 Tablet. Xperia M2 прийшов на зміну Sony Xperia M з швидшим процесором і покращеною камерою.

## Технічні характеристики

### Апаратне забезпечення
Дизайн смартфону, витриманий компанією у своїй фірмовій OmniBalance із прямокутними краями, але замість скла спереду і ззаду, чорний глянсовий полікарбонат. Пристрій оснащений екраном в 4,8 дюйма і розширенням в 540 x 960 з щільністю пікселів на дюйм — 229 ppi. Смартфон має чотириядерний процесор Qualcomm Snapdragon 400 (MSM8926) з тактовою частотою 1,2 ГГц, а також 1 ГБ оперативної пам'яті формата LPDDR3. Пристрій також має внутрішню пам’ять об’ємом 8 ГБ, із можливістю розширення карткою microSDHC до 32 ГБ. Основна камера — 13 Мп Exmor RS; відео HD 1080p з Sony Exmor RS. M2 має акумулятор ємністю 2300 мА·г, що  більше, ніж у його попередника у якого було 1750, який можна заряджати через порт micro USB. Пристрій також має вбудовану підтримку ANT+™ для спорту, фітнесу та здоров’я. Дані передаються через бездротові модулів Wi-Fi (802.11a/b/g/n), Bluetooth 4.0, DLNA, вбудована антена стандарту GPS + ГЛОНАСС, NFC.

### Програмне забезпечення
Смартфон Sony Xperia M2 постачалася із встановленою Android 4.3 «Jelly Bean», пізніше смартфон оновили до Android 5.1 «Lollipop»